# Sicherheitsdatenblatt

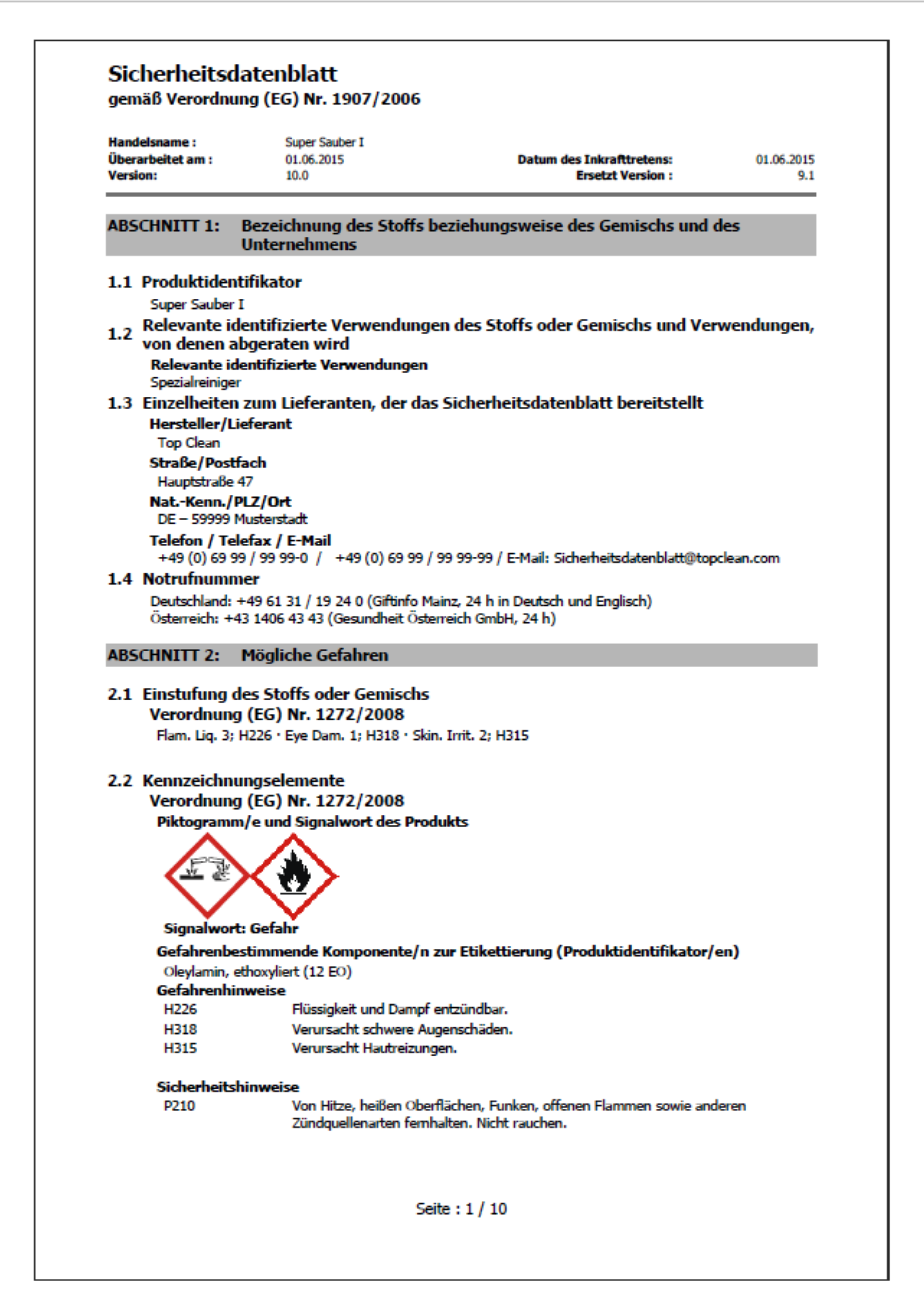
Ausschnitt aus einem Sicherheitsdatenblatt

Sicherheitsdatenblätter (SDB) oder Safety Data Sheets (SDS), auch material safety data sheets (MSDS) genannt, dienen der Übermittlung sicherheitsbezogener Informationen über Gefahrstoffe und Gemische. Sie sind dazu bestimmt, dem berufsmäßigen Verwender die beim Umgang mit Stoffen und Gemischen notwendigen Daten und Umgangsempfehlungen zu vermitteln, um die für den Gesundheitsschutz, die Arbeitssicherheit und den Umweltschutz erforderlichen Maßnahmen treffen zu können.

## Geschichte
Der Aufbau und Inhalt des Sicherheitsdatenblattes wurde erstmals in der DIN 52900:1983-02 DIN-Sicherheitsdatenblatt für chemische Stoffe und Zubereitungen; Formblatt und Hinweise zum Ausfüllen vorgegeben.
Auf europäischer Ebene wurde von 1991 bis zum 31. Mai 2007 der Inhalt des Sicherheitsdatenblattes durch die Richtlinie 91/155/EWG in Verbindung mit nationalen Gesetzen (in Deutschland beispielsweise in der Gefahrstoffverordnung und der dazugehörenden Technischen Regel für Gefahrstoffe (TRGS) 220 „Sicherheitsdatenblatt“) geregelt.
Seit dem 1. Juni 2007 ist die Erstellung, Weitergabe und Aufbewahrung von Sicherheitsdatenblättern für alle EU-Mitgliedstaaten in der REACH-Verordnung unter Titel IV – Information in der Lieferkette verankert. Der Inhalt des Sicherheitsdatenblattes ist im Anhang II der REACH-Verordnung (EG) Nr. 1907/2006 detailliert geregelt. Der Anhang II wurde zuletzt durch die Verordnung (EU) 2020/878 geändert. Sicherheitsdatenblätter, die dem zum 1. Januar 2021 aktualisierten Anhang II nicht entsprechen, durften bis zum 31. Dezember 2022 weiterhin zur Verfügung gestellt werden.
Nationale Anforderungen, denen bei der Erstellung von Sicherheitsdatenblättern Rechnung getragen werden soll, werden in Technischen Regeln Gefahrstoffe (TRGS) 220 „Nationale Aspekte beim Erstellen von Sicherheitsdatenblättern“ beschrieben.

## Zweck
In Ländern der Europäischen Union sowie in vielen weiteren Ländern müssen solche Datenblätter vom Lieferanten, Einführer und Hersteller von gefährlich eingestuften Stoffen, von gefährlich eingestuften Zubereitungen bzw. Gemischen, und von Zubereitungen/Gemischen die gefährlich eingestufte Stoffe über bestimmte Konzentrationsgrenzen hinaus enthalten, zur Verfügung gestellt werden.
Häufig werden auch für als nichtgefährlich eingestufte chemische Stoffe, Gemische und Erzeugnisse auf freiwilliger Basis Sicherheitsdatenblätter erstellt, um den Abnehmer der Produkte über bestimmte Eigenschaften zu informieren.
Im Rahmen des Programmes Globally Harmonized System of Classification and Labelling of Chemicals (GHS) gibt es eine internationale Leitlinie zur Erstellung des Sicherheitsdatenblattes.

### Übermittlung
Im Allgemeinen dienen die Sicherheitsdatenblätter zur Informationsweitergabe innerhalb der Lieferkette nach REACH. Der private Endverbraucher ist nicht Teil dieser Kette. Somit haben nur industrielle und gewerbliche Verwender einen Anspruch auf das Sicherheitsdatenblatt.
Das Sicherheitsdatenblatt ist spätestens bei der erstmaligen Lieferung kostenlos in der Amtssprache des Landes zur Verfügung zu stellen.

### Aktualisierung
Aufgrund der Neufassung von Anhang II der REACH-Verordnung durch die Verordnung (EU) 2020/878 waren bereits vorhandene Sicherheitsdatenblätter zu Stoffen und Gemischen bis 31. Dezember 2022 zu aktualisieren.
Die REACH-Verordnung als solche enthält keine festen Zeitangaben für die kontinuierliche Prüfung und Aktualisierung durch den Lieferanten. Sie fordert jedoch eine unverzügliche Aktualisierung, sobald
- neue Informationen, die Auswirkungen auf die Risikomanagementmaßnahmen haben können, oder neue Informationen über Gefährdungen verfügbar werden,
- eine Zulassung erteilt oder versagt wurde oder
- eine Beschränkung erlassen wurde.

Die neue Fassung des Sicherheitsdatenblattes muss allen Abnehmern, denen der Lieferant die Chemikalie in den vorausgegangenen zwölf Monaten geliefert hat, übermittelt werden.

### Archivierung
Sicherheitsdatenblätter sind von jedem Akteur in der Lieferkette zehn Jahre seit der letzten Verwendung aufzubewahren.

## Aufbau und Inhalt
Die Angaben sollen prägnant abgefasst sein. Die Sprache sollte einfach, klar und präzise sein. Die Verwendung von Fachsprache, Abkürzungen oder Akronymen soll vermieden werden.
Auf der ersten Seite ist das Datum der Erstellung bzw. der Überarbeitung anzugeben. Gegebenenfalls soll dies durch eine Versionsnummer ergänzt werden. Alle Seiten des Sicherheitsdatenblattes sind fortlaufend zu nummerieren.
Das Sicherheitsdatenblatt muss die folgenden 16 Abschnitte und zusätzlich die ebenfalls ausgeführten Unterabschnitte enthalten, mit Ausnahmen von Abschnitt 3, wo je nach Fall Unterabschnitt 3.1 oder 3.2 enthalten sein muss.
- ABSCHNITT 1: Bezeichnung des Stoffs beziehungsweise des Gemischs und des Unternehmens
  - 1.1. Produktidentifikator
  - 1.2. Relevante identifizierte Verwendungen des Stoffs oder Gemischs und Verwendungen, von denen abgeraten wird
  - 1.3. Einzelheiten zum Lieferanten, der das Sicherheitsdatenblatt bereitstellt
  - 1.4. Notrufnummer
- ABSCHNITT 2: Mögliche Gefahren
  - 2.1. Einstufung des Stoffs oder Gemischs
  - 2.2. Kennzeichnungselemente
  - 2.3. Sonstige Gefahren
- ABSCHNITT 3: Zusammensetzung/Angaben zu Bestandteilen
  - 3.1. Stoffe
  - 3.2. Gemische
- ABSCHNITT 4: Erste-Hilfe-Maßnahmen
  - 4.1. Beschreibung der Erste-Hilfe-Maßnahmen
  - 4.2. Wichtigste akute und verzögert auftretende Symptome und Wirkungen
  - 4.3. Hinweise auf ärztliche Soforthilfe oder Spezialbehandlung
- ABSCHNITT 5: Maßnahmen zur Brandbekämpfung
  - 5.1. Löschmittel
  - 5.2. Besondere vom Stoff oder Gemisch ausgehende Gefahren
  - 5.3. Hinweise für die Brandbekämpfung
- ABSCHNITT 6: Maßnahmen bei unbeabsichtigter Freisetzung
  - 6.1. Personenbezogene Vorsichtsmaßnahmen, Schutzausrüstungen und in Notfällen anzuwendende Verfahren
  - 6.2. Umweltschutzmaßnahmen
  - 6.3. Methoden und Material für Rückhaltung und Reinigung
  - 6.4. Verweis auf andere Abschnitte
- ABSCHNITT 7: Handhabung und Lagerung
  - 7.1. Schutzmaßnahmen zur sicheren Handhabung
  - 7.2. Bedingungen zur sicheren Lagerung unter Berücksichtigung von Unverträglichkeiten
  - 7.3. Spezifische Endanwendungen
- ABSCHNITT 8: Begrenzung und Überwachung der Exposition/Persönliche Schutzausrüstungen
  - 8.1. Zu überwachende Parameter
  - 8.2. Begrenzung und Überwachung der Exposition
- ABSCHNITT 9: Physikalische und chemische Eigenschaften
  - 9.1. Angaben zu den grundlegenden physikalischen und chemischen Eigenschaften
  - 9.2. Sonstige Angaben
- ABSCHNITT 10: Stabilität und Reaktivität
  - 10.1. Reaktivität
  - 10.2. Chemische Stabilität
  - 10.3. Möglichkeit gefährlicher Reaktionen
  - 10.4. Zu vermeidende Bedingungen
  - 10.5. Unverträgliche Materialien
  - 10.6. Gefährliche Zersetzungsprodukte
- ABSCHNITT 11: Toxikologische Angaben
  - 11.1. Angaben zu den Gefahrenklassen im Sinne der Verordnung (EG) Nr. 1272/2008
  - 11.2. Angaben über sonstige Gefahren

ABSCHNITT 12: Umweltbezogene Angaben
- 12.1. Toxizität
- 12.2. Persistenz und Abbaubarkeit
- 12.3. Bioakkumulationspotenzial
- 12.4. Mobilität im Boden
- 12.5. Ergebnisse der PBT- und vPvB-Beurteilung
- 12.6 Endokrinschädliche Eigenschaften
- 12.7. Andere schädliche Wirkungen

- ABSCHNITT 13: Hinweise zur Entsorgung
  - 13.1. Verfahren der Abfallbehandlung
- ABSCHNITT 14: Angaben zum Transport
  - 14.1. UN-Nummer oder ID-Nummer
  - 14.2. Ordnungsgemäße UN-Versandbezeichnung
  - 14.3. Transportgefahrenklassen
  - 14.4. Verpackungsgruppe
  - 14.5. Umweltgefahren
  - 14.6. Besondere Vorsichtsmaßnahmen für den Verwender
  - 14.7. Massengutbeförderung auf dem Seeweg gemäß IMO-Instrumenten
- ABSCHNITT 15: Rechtsvorschriften
  - 15.1. Vorschriften zu Sicherheit, Gesundheits- und Umweltschutz/spezifische Rechtsvorschriften für den Stoff oder das Gemisch
  - 15.2. Stoffsicherheitsbeurteilung

ABSCHNITT 16: Sonstige Angaben
Werden Gefahrstoffe in Betrieben verwendet, müssen gegebenenfalls Betriebsanweisungen erstellt werden und für die Mitarbeiter jederzeit einsehbar gemacht werden.

## Gruppen-Sicherheitsdatenblatt
Nicht für einzelne Stoffe, aber für deren Gemische kann es sinnvoll sein, verschiedene Gemische mit ähnlichem oder gleichem Gefährdungspotenzial zu einer Gruppe zusammenzufassen und für diese Gruppe ein gemeinsames Sicherheitsdatenblatt zu erstellen. Dies hat den Vorteil, dass weniger Sicherheitsdatenblätter erstellt bzw. aktualisiert werden müssen.
Ein konkretes Beispiel bietet die Lackindustrie, wo ein Lackgrundstoff neben Farbpigment auch verschiedene Gefahrstoffkomponenten in ähnlichen Konzentrationen verwendet wird. Hier genügt beispielsweise ein einziges Sicherheitsdatenblatt.

## Erweitertes Sicherheitsdatenblatt
Das erweiterte Sicherheitsdatenblatt (eSDB) (engl.: extended SDS) besteht aus dem Sicherheitsdatenblatt und einem Anhang mit einem oder mehreren Expositionsszenarien, den die Verordnung (EG) Nr. 1907/2006 REACH für alle Stoffe vorschreibt, die
- in Mengen von mehr als 10 Tonnen/Jahr produziert oder importiert werden und
- persistent bioakkumulierbar und toxisch (PBT) und/oder
- sehr persistent und sehr bioakkumulierbar (vPvB) und/oder
- gefährlich gemäß Verordnung (EG) Nr. 1272/2008 sind. Ausgenommen sind folgende Gefahrenklassen:
  - Oxidierende Flüssigkeiten und Feststoffe der Kat. 3
  - Auf Metalle korrosiv wirkende Stoffe
  - Selbstzersetzliche Stoffe Typ C + D sowie E + F
  - Organische Peroxide Typ G
  - Selbsterhitzungsfähige Stoffe
  - Wirkungen auf/über Laktation
  - Stoffe mit narkotisierender Wirkung
  - Gase unter Druck

Diese Expositionsszenarien müssen den nachgeschalteten Anwendern zusammen mit dem Sicherheitsdatenblatt übergeben werden.
Es gibt kein Standard-Format für ein eSDB, aber die Leitlinien zu Informationsanforderungen und Stoffsicherheitsbeurteilung von ECHA beinhalten ein Format, was verwendet werden kann. Die Benutzung des Formats ist nicht vorgeschrieben, allerdings ist es sinnvoll wegen der Kommunikation entlang der Lieferkette eine einheitliche eSDB zu benutzen.
Es gibt Bestrebungen die Inhalte des SDB und vor allem des eSDB über elektronische Schnittstellen und einheitliche Formate (z. B.: XML) auszutauschen.

### Die Pflichten der Akteure entlang der Lieferkette
Es ist Pflicht, das eSDB zu dem jeweiligen gefährlichen Stoff entlang der Lieferkette (supply-chain) weiterzugeben. Der Hersteller/Importeur ist verpflichtet, das eSDB zu erstellen. Ein Lieferant muss es an seine Abnehmern weitergeben.